# Универзитет Канзаса
Универзитет Канзаса (енгл. University of Kansas, KU) је високошколска установа у Лоренсу у америчкој држави Канзас. Овај универзитет су, 1865. године, основали грађани Лоренса, а земљиште на којем је изграђен је поклонио Чарлс Робинсон, бивши гувернер Канзаса.
Универзитетски медицински центар и болница су смештени у Канзас Ситију. Такође, постоје образовно-истраживачка одељења у Топики, као и једно одељење Медицинског факултета, у Вичити.